# Halictus
Die Gattung Halictus umfasst eine Vielzahl von Bienenarten der Familie Halictidae. Die Gattung ist in 18 Untergattungen gegliedert, darunter einige mit zweifelhafter Monophylie, mit über 200 Arten, hauptsächlich auf der Nördlichen Hemisphäre (einige Arten kommen in Südamerika, Asien und Afrika vor). In Europa ist die Gattung mit etwa 85 Arten vertreten, in Mitteleuropa kommen 28 Arten vor.
Zusammen mit der Gattung Lasioglossum werden die Halictus-Arten im Deutschen auch als Furchenbienen bezeichnet.

## Morphologie
Die meisten Arten sind schwarz oder dunkelbraun, manchmal metallisch grün getönt, mit weißlichen Bändern am Hinterrand der Tergite des Hinterleibs. Charakteristisch ist bei Weibchen die Längsfurche am letzten Tergit (auch bei Lasioglossum). Die Weibchen haben dicht behaarte Hinterbeine (Sammelbürste). Die Arten der verwandten Gattung Lasioglossum weisen basale, nicht apikale Haarbinden auf. Halictus-Arten sind 4 bis 16 mm lang. Die Männchen sind schlanker als die Weibchen.

## Lebensweise
Viele Arten der Gattung sind eusozial, mit Koloniegrößen von sehr klein (2–4 Individuen) bis groß (>200). Nester werden üblicherweise in der Erde angelegt, mit mehreren ovalen Zellen, in denen Pollen mit Nektar gemischt als Nahrung für die sich entwickelnden Larven deponiert wird; ein einzelnes Ei wird auf diese Masse gelegt und die Zelle wird verschlossen. Bei einigen Arten werden die Zellen in Gruppen angelegt, die einer Honigwabe ähneln, aber aus Erde statt Wachs geformt werden. Wie bei den meisten erdnistenden Bienen werden die Brutzellen mit einem wasserabweisenden Sekret ausgekleidet.

## Vorkommen und Verbreitung
Einige Arten aus der Gattung haben eine weite geographische Verbreitung, wie z. B. Halictus rubicundus, die praktisch die ganze nördliche Hemisphäre besiedelt. Früher wurde angenommen, dass Halictus ligatus von Kanada bis Venezuela und einschließlich der Karibik verbreitet sei. Genetische Daten zeigen aber, dass unter dieser Bezeichnung mindestens drei verschiedene Arten zusammengefasst sind. Davon ist eine auf die südöstlichen USA und die Karibik beschränkt, eine auf Mittelamerika, und die eigentliche H. ligatus tritt im Norden und Westen der USA auf. Verbreitete europäische Arten sind H. quadricinctus, H. sexcinctus und H. rubicundus.
Halictus rubicundus ist solitär in größeren Höhen und Breitengraden, bildet in wärmeren Gegenden aber kleine eusoziale Kolonien.

## Einheimische Arten
Arten in Mitteleuropa, die in Deutschland, Österreich oder der Schweiz vorkommen (D, A, CH), nach
- Halictus asperulus, eusozial, A (Neusiedl am See, Einzelfund)
- Halictus brunnescens, D (?), A
- Halictus carinthiacus, A, CH
- Halictus cochlearitarsis, CH
- Halictus confusus, D, A, CH
- Halictus eurygnathus, D, A, CH
- Halictus fulvipes, CH
- Halictus gavarnicus, D, A
- Halictus kessleri, eusozial, A, CH (historische Funde)
- Halictus langobardicus, D, A, CH
- Halictus leucaheneus, D, A, CH
- Halictus maculatus, eusozial, D, A, CH
- Halictus patellatus, A
- Halictus pollinosus, D, A
- Halictus quadricinctus, D, A, CH
- Rotbeinige Furchenbiene (Halictus rubicundus) D, A, CH
- Halictus sajoi, D, A
- Gelbbindige Furchenbiene (Halictus scabiosae)
- Halictus scardicus, A
- Halictus seladonius, A
- Halictus semitectus, D, A
- Weißbindige Furchenbiene (Halictus sexcinctus), D, A, CH
- Halictus simplex, D, A, CH
- Gold-Furchenbiene (Halictus subauratus), eusozial, D, A, CH
- Halictus submediterraneus, D, A
- Halictus tectus, A, CH (jedoch verschollen)
- Halictus tetrazonius, D, A, CH
- Halictus tumulorum, eusozial, D, A, CH